# Woldemar von Biedermann

Woldemar von Biedermann

Gustav Woldemar Freiherr von Biedermann (* 5. März 1817 in Marienberg; † 6. Februar 1903 in Dresden) war ein deutscher Jurist, Literaturhistoriker und Goetheforscher. Als Autor benutzte er das Pseudonym Ottomar Föhrau.

## Herkunft

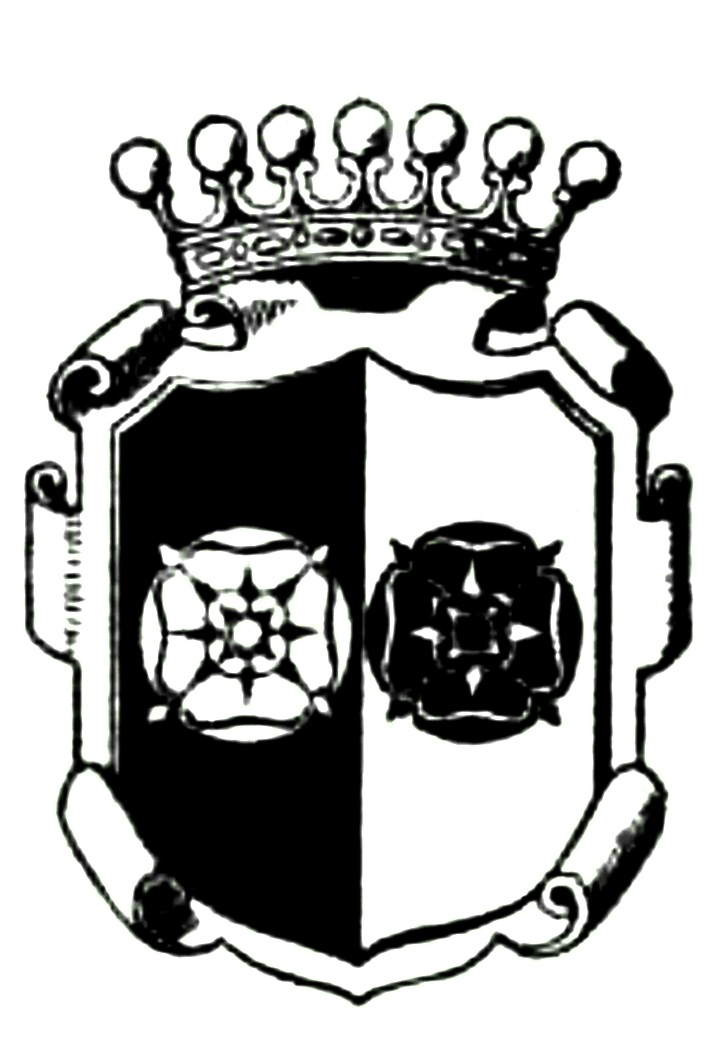
Wappen der Freiherren von Biedermann

Seine Eltern waren der Jurist und Politiker Gustav Heinrich Freiherr von Biedermann (1789–1862) und dessen Ehefrau Caroline Dorothea Freifrau von Biedermann geb. Tost (1787–1868).

## Leben und Wirken
Er studierte an der Universität Leipzig und an der Ruprecht-Karls-Universität Heidelberg von 1836 bis 1839 Rechtswissenschaften und wurde später promoviert. Nachdem er einige Zeit als Advokat tätig gewesen war, trat er 1845 in den sächsischen Staatsdienst ein. 1849 wurde er bei der Eisenbahnverwaltung angestellt und arbeitete als Regierungskommissar beim Direktorium der Chemnitz-Riesaer Eisenbahn-Gesellschaft, 1851 als Eisenbahndirektor in Chemnitz, 1858 in Leipzig; 1869 wurde er zum Geheimen Finanzrat und Stellvertreter des Generaldirektors der königlich sächsischen Staatsbahnen ernannt.
Er veröffentlichte neben vielen teils poetischen, teils technischen Schriften etwa 180 Beiträge zur Goethe-Literatur und bearbeitete mehrere Bände der Weimarer Sophienausgabe von Goethes Werken. Sein Sohn Flodoard von Biedermann drängte ihn zur Veröffentlichung seiner gesammelten Aufzeichnungen über die Gespräche Goethes. Dieses Werk erschien von 1889 bis 1896 in 10 Bänden.
Für seine zweibändige Untersuchung von Goethes Studienzeit in Leipzig erhielt er 1865 gemeinsam mit Salomon Hirzel von der philosophischen Fakultät der Universität Leipzig die Ehrendoktorwürde verliehen.
Biedermann war Mitbegründer der Goethe-Gesellschaft, deren Vorstand er lange angehörte. Außerdem war er Mitglied in der Dresdener literarisch-künstlerischen Gesellschaft der „Vierzehner“, zu denen u. a. die Literaturwissenschaftler Hermann Hettner und Robert Prölß gehörten.
Biedermann starb 1903 in Dresden und wurde auf dem Alten Annenfriedhof beigesetzt. Sein Grab wurde 1945 zerstört.

## Familie
Er heiratete am 11. Juni 1848 in Großpostwitz bei Bautzen Antonie Henriette Leopoldine von Trützschler (* 13. August 1825; † 1908). Das Paar hatte zehn Kinder, darunter:
- Berthold Woldemar (* 3. Februar 1851; † 8. September 1933) ⚭ 1880 Augustine Bertha Auguste Deines (* 12. Oktober 1858 in Batavia)
- Caroline Walburga (* 3. Mai 1852)
- Childebert Woldemar (* 18. Mai 1853), Förster ⚭ 1886 Auguste Luise von Zenker (* 23. September 1862)
- Flodoard Woldemar (* 14. März 1858; † 19. Oktober 1934) ⚭ 1885 Klara May (* 3. September 1859)
- Gossilio Gustav Woldemar (* 3. September 1860)
- Henrica Irmindrud Leopoldine (* 13. November 1863)
- Zilla (* 7. Oktober 1865)

## Schriften
- Goethe und Leipzig. Leipzig 1865, 2 Bände.
- Zu Goethes Gedichten. Leipzig 1870.
- Goethe und Dresden. Leipzig 1875.
- Goethe und das sächsische Erzgebirge. Stuttgart 1877.
- Goethe-Forschungen. 3 Bände. Leipzig: Biedermann 1879–1889.
- Goethes Gespräche. Gesamtausgabe. Begründet von Woldemar Frhr. von Biedermann. Neu herausgegeben von Flodoard von Biedermann unter Mitwirkung von Max Morris, Hans Gerhard Gräf und Leonhard Leopold Mackall. 2., durchgesehene und stark vermehrte Auflage. Leipzig: Biedermann 1909–1911.
- Goethes Briefe an Eichstädt. Hempel, Berlin 1872.
- Goethes Briefwechsel mit Friedrich Rochlitz. Biedermann, Leipzig 1887.
- Vortrag, gehalten am 11. April 1892: Goethe in Dresden. in: Dresdner Geschichtsblätter. 1892, Nr. 3,  S. 33–S. 41 (Werkansicht SLUB)
- Goethe und Lessing. In: Goethe-Jahrbuch. Band 1, 1880, S. 17–43; Textarchiv – Internet Archive.